# Видлиця
Ви́длиця (болг. Видлица) — село в Монтанській області Болгарії. Входить до складу общини Георгій-Дамяново.

## Населення
За даними перепису населення 2011 року у селі проживали 114 осіб, з них 113 осіб (99,1%) — болгари.
Розподіл населення за віком у 2011 році:
Динаміка населення: